# Jennifer Chandler
Jennifer Chandler, född den 13 juni 1959 i Langdale, Alabama, är en amerikansk simhoppare.
Hon tog OS-guld i svikthopp i samband med de olympiska simhoppstävlingarna 1976 i Montréal.